# Nguyễn Thiện Chất
Nguyễn Thiện Chất là một sĩ quan cấp cao trong Quân đội nhân dân Việt Nam, hàm Thiếu tướng, nguyên Phó Chính ủy Học viện Kỹ thuật Quân sự (2012–6/2015).

## Thân thế và sự nghiệp
Trước đó, từng giữ chức Phó Chính ủy Quân đoàn 1.
Năm 2012, được bổ nhiệm giữ chức Phó Chính ủy Học viện Kỹ thuật Quân sự.
Tháng 6/2015, ông nghỉ hưu.
Thiếu tướng (2012).